# Sainte-Catherine-de-Fierbois
Sainte-Catherine-de-Fierbois là một xã của tỉnh Indre-et-Loire, thuộc vùng Centre-Val de Loire, miền trung nước Pháp.